# Andi Moisescu
Andi Moisescu (n. 20 octombrie 1972, București, România) este un jurnalist din România, realizator și prezentator TV.

## Viața
Alexandru "Andi" Moisescu s-a născut în București pe data de 26 octombrie 1972 în familia unui fost regizor de film. Are un frate mai mic, Tudor.
Este absolvent al Facultății de Matematică și Informatică a Universității din București.
Este căsătorit cu Olivia Steer și are doi copii (Luca și David).

## Carieră
A devenit celebru la un concurs de pe postul "Radio Unifan". Prima sa apariție a fost la Radio Costinești apoi la Fun Radio și în final la Pro FM .
În anul 1996, Andi a fost numit director de programe la Pro FM, atunci și-a dat seama că nu avea să profeseze în domeniul matematicii. În decursul aceluiași an, Andi a început să lucreze în televiziune. A lucrat alături de Florin Călinescu și alți oameni celebri din Pro TV.
Între 2000 și 2004 a realizat emisiunea "Marcă Înregistrată" la postul de televiziune Pro TV. Din anul 2005 realizează emisiunea ApropoTV la postul de televiziune Pro TV. Din anul 2011 face parte din juriul show-ului Românii au talent, împreună cu Andra, Alexandra Dinu / Mihai Petre / Mihaela Radulescu și Florin Călinescu / Bebe Cotimanis. Din 2017 până în 2019 el a prezentat emisiunea Pe bune?!.